# Baleada
A baleada nevű tortillaféleség az egyik legismertebb hondurasi étel, főként az ország északi részén kedvelt. Eredetileg tölteléke babból és reszelt sajtból áll, de létezik több más változata is: tehetnek bele például tojást, avokádót, bármilyen húst, sajtot, vajat vagy ecetben tartósított zöldségeket is.

## Története
A baleada pontos eredete nem ismert, manapság több városban is úgy tartják, hogy onnan származik.
Az egyik vélekedés szerint La Ceibában alkotta meg 1964-ben egy 20 éves, Teresa nevű lány, aki babbal és reszelt sajttal töltött tortillákat kezdett árusítani. A „legenda” szerint az egyre nagyobb népszerűségnek örvendő étel egyik vásárlója azt mondta, hogy „a bab a golyó, a sajt a puskapor, a tortilla pedig a fegyver”, így a lövöldözik, golyókkal megszór spanyol megfelelője, a balear szó alapján nevezték el a tortillaváltozatot.

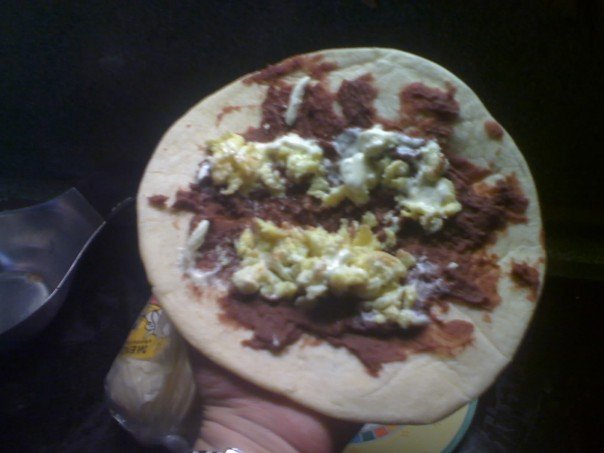

Egy másik történet azt állítja, hogy a San Pedro Sula közelében található, nagy banánültetvényekkel övezett La Lima községben volt egy asszony, aki babos–sajtos tortillákat készített, és egy alkalommal valamilyen lövöldözés során ezt a nőt is találat érte. Sérüléséből felgyógyulva tovább folytatta a tortilla készítését, a környékbeli munkások pedig ezután rászoktak arra a mondásra, hogy „menjünk oda enni, ahol a baleada (lövöldözés) volt”.

## Készítése
A tészta alapanyagául szolgáló búzalisztet, margarint (vagy olajat), sót és szódabikarbónát összekeverjük, majd lassan úgy adagoljuk hozzá a vizet, tejet vagy kókusztejet, amíg olyan lágy tésztát nem kapunk, ami már nem tapad a kézhez. A tésztát kis golyókká formálva legalább 15–30 percig pihentetjük, majd két kézzel ütögetve simára lapítjuk a golyókat. Eközben már lehet melegíteni a comalt (serpenyőt, sütőlapot), majd ezen megsütni a lapos, palacsintaszerű tortillákat. Ha megsült, először főtt babból készült krémmel kenjük meg, majd rászórjuk a reszelt sajtot. Általában félbehajtva tálalják.